# Aszályfa

Prosopis cineraria

Az aszályfa vagy algarobbafa (Prosopis) a hüvelyesek (Fabales) rendjébe, ezen belül a pillangósvirágúak (Fabaceae) családjába és a mimózaformák (Mimosoideae) alcsaládjába tartozó nemzetség.

## Előfordulása
A nemzetség eredeti előfordulási területe az Amerikákban, Afrikában és Ázsiában van. Az Amerikai Egyesült Államok déli felétől és Kaliforniától kezdve, Közép-Amerikán és a Karib-térségen keresztül Dél-Amerika legnagyobb részéig megtalálhatók; még Patagóniában is. Afrika északi kétharmadában is őshonos; ott ahol nem élt ez a növénycsoport, oda betelepítették. Az ázsiai elterjedése Törökországtól és az Arab-félszigettől, keletre haladva Kazahsztánig, a Himalája nyugati oldaláig és Indiáig tart. Dél- és Délkelet-Ázsiába, valamint Ausztráliába az ember betelepítette egyes fajait.

## Rendszerezése
A nemzetségbe az alábbi 49 faj és 1 hibrid tartozik:
- Prosopis abbreviata Benth.
- Prosopis affinis Spreng.
- Prosopis africana (Guill. & Perr.) Taub.
- Prosopis alba Griseb.
- Prosopis alpataco Phil.
- Prosopis argentina Burkart
- Prosopis articulata S.Watson
- Prosopis burkartii Muñoz
- Prosopis caldenia Burkart
- Prosopis calingastana Burkart
- Prosopis campestris Griseb.
- Prosopis castellanosii Burkart
- Prosopis chilensis (Molina) Stuntz
- Prosopis cineraria (L.) Druce - típusfaj
- Prosopis cinerascens (A.Gray) Benth.
- Prosopis denudans Benth.
- Prosopis elata (Burkart) Burkart
- Prosopis farcta (Sol.) J.F.Macbr.
- Prosopis ferox Griseb.
- Prosopis fiebrigii Harms
- Prosopis flexuosa DC.
- Prosopis glandulosa Torr.
- Prosopis hassleri Harms
- Prosopis humilis Gillies ex Hook.
- Prosopis juliflora (Sw.) DC.
- Prosopis koelziana Burkart
- Prosopis kuntzei Harms
- Prosopis laevigata (Humb. & Bonpl. ex Willd.) M.C.Johnst.
- Prosopis limensis Benth.
- Prosopis mayana R.A.Palacios
- Prosopis mezcalana R.A.Palacios
- Prosopis nigra (Griseb.) Hieron.
- Prosopis nuda Schinini
- Prosopis pallida (Humb. & Bonpl. ex Willd.) Kunth
- Prosopis palmeri S.Watson
- Prosopis pubescens Benth.
- Prosopis pugionata Burkart
- Prosopis reptans Benth.
- Prosopis rojasiana Burkart
- Prosopis rubriflora Hassl.
- Prosopis ruizlealii Burkart
- Prosopis ruscifolia Griseb.
- Prosopis sericantha Gillies ex Hook.
- Prosopis strombulifera (Lam.) Benth.
- Prosopis tamarugo F.Phil.
- Prosopis tamaulipana Burkart
- Prosopis torquata DC.
- Prosopis velutina Wooton
- Prosopis × vinalillo Stuck.
- Prosopis yaquiana R.A.Palacios